# ديفيد دشوفني
ديفيد دكوفني (David Duchovny) ممثل أمريكي من مواليد 7 أغسطس 1960. حاصل على جائزة الغولدن غلوب 1997 لأفضل ممثل في مسلسل درامي عن دوره في مسلسل الملفات الغامضة.

## مواقع خارجية
- ديفيد دشوفني على موقع IMDb (الإنجليزية)
- ديفيد دشوفني على موقع ميتاكريتيك (الإنجليزية)
- ديفيد دشوفني على موقع الموسوعة البريطانية (الإنجليزية)
- ديفيد دشوفني على موقع روتن توميتوز (الإنجليزية)
- ديفيد دشوفني على موقع مونزينجر (الألمانية)
- ديفيد دشوفني على موقع قاعدة بيانات الأفلام العربية
- ديفيد دشوفني على موقع ألو سيني (الفرنسية)
- ديفيد دشوفني على موقع ميوزك برينز (الإنجليزية)
- ديفيد دشوفني على موقع تيرنر كلاسيك موفيز (الإنجليزية)
- ديفيد دشوفني على موقع أول موفي (الإنجليزية)